# Jersey Shore (reality show)
Jersey Shore é um reality show produzido pela MTV norte-americana que segue oito pessoas que moram em uma mesma casa, seguindo seus afazeres diários na costa do estado de Nova Jersey, nos Estados Unidos. O programa foi filmado em agosto de 2009 em Seaside Heights, New Jersey, mas também houve filmagens em lugares como Toms River, Neptune Township e Atlantic City. O programa começou em meio a controvérsias, pois o uso da palavra "Guido/Guidette", gíria associada a ítalo-americanos, sendo que os integrantes do grupo não eram residentes da região, um reduto de italianos nos EUA. A música tema tocada no inicio do programa é "Get Crazy" da banda  LMFAO.
Em 29 de janeiro de 2010, a MTV anunciou que  uma segunda temporada contendo 12 episódios seriam filmados e iriam ao ar em meados de julho. A MTV afirmou que a segunda temporada iria seguir os mesmos integrantes da primeira ao "fugir do nordeste frio para encontrar a si mesmos em um novo destino". A primeira parte da segunda temporada foi filmada em South Beach, às beiras da praia de  Miami Beach do estado da Florida em maio de 2010, sendo que o elenco retornaria a Jersey para terminar as filmagens. A segunda temporada ira começar em 29 de julho de 2010.

## Premissa
O show segue a vida de oito jovens em férias na região da costa de New Jersey, mais especificamente em Seaside Heights. Em troca da vida de festas na casa da praia, cada membro do elenco é obrigado a trabalhar em turnos em uma loja de camisetas em um calçadão da cidade. O não cumprimento das regras básicas estabelecidas pelo patrão, dono da casa em que reside o elenco, elimina e despeja os integrantes do lugar e do programa.
A segunda temporada foi confirmada pela MTV, e todo o elenco inicial iria retornar novamente. As filmagens da primeira parte da segunda temporada começarão em Miami e terminarão em Jersey novamente. Nas vésperas da estreia da temporada, Sorrentino disse: "todo lugar que eu vou, sempre tem um monte de gente. No aeroporto, as pessoas tiram fotos, pedem autógrafos, tem muita mulher. É como seu eu fosse um Beatle, cara".

## Elenco

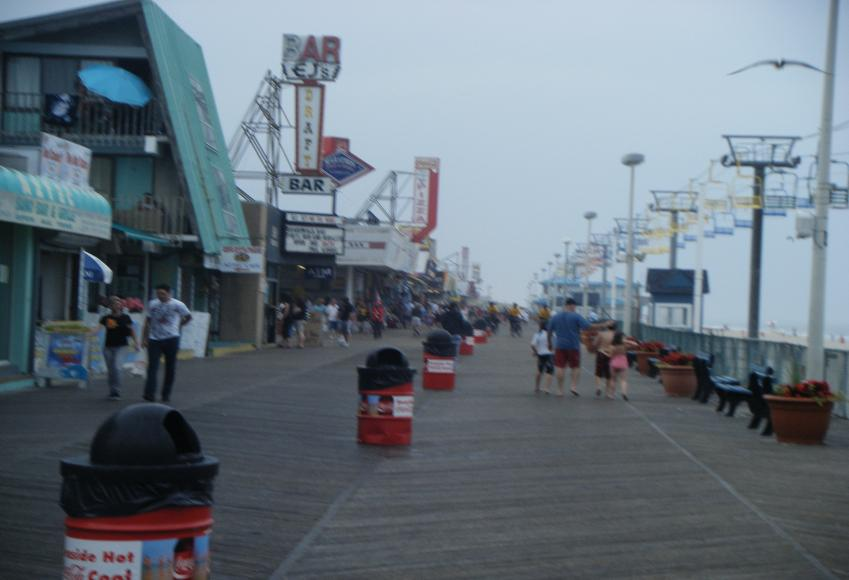
Visão do pier de Seaside Heights em Nova jersey.

Embora alguns meios de comunicação tenham relatado erroneamente que o elenco era de ítalo-americanos, apenas cinco dos oito membros do elenco são de ascendência italiana. Apenas uma das oito é realmente do estado de Nova Jersey.
| Nome ("apelido")                   | Idade[a] | Origem                     | Descrição no programa |
| ---------------------------------- | -------- | -------------------------- | --- |
| Angelina "Jolie" Pivarnick         | 22       | Staten Island, Nova Iorque | Angelina é uma bar tender de Nova Iorque. Se auto proclama à Kim Kardashian de Staten Island devido a sua imagem "toda natural". Uma pessoa muito sincera, ela causa conflitos especialmente entre os homens de programa. Ela começa a temporada com um relacionamentos sério com um dos integrantes do show, tendo a intenção de se manter fiel a ele. Todavia, os dois rompem logo no terceiro episódio, o que indiretamente à leva a ser expulsa da casa, pois não cumpre a sua escala na venda de camisetas na loja.                    |
| "Deena" Nicole Cortese             | 23       | New Egypt, New Jersey      | Deena, uma amiga de longa data de Polizzi, tinha o teste para a primeira temporada e foi rejeitada. Ela finalmente se junta ao elenco, começando na terceira temporada. Ela se descreve como uma "explosão em um copo". |
| Jenni "JWoww" Farley               | 23       | Franklin Square, New York  | Jenni, aka JWoww, é Designer grafica e promotora de eventos em Franklin Square, Nova Iorque. Ela se refere com uma pessoa fiel em seus relacionamentos com homens. Entrementes, JWoww chega ao programa em um relacionamento estaval com um homem que segunda ela por ele é apaixonada. Embora tente se manter fiel, JWoww acaba traindo seu namorado com Pauly D, outro integrante do programa. Seu namoro termina no terceiro episodio. Como presente de aniversario dos seus 21 anos, ela se auto presenteou com uma cirurgia nos seios. |
| Michael "The Situation" Sorrentino | 27       | Staten Island, Nova Iorque | Mike é um sub-gerente de uma academia de ginástica em Staten Island, e refere-se como "The Situation". Ele afirma que apesar de sua aparência rebelde, ele tem um lado muito sensível, e pretende se casar no futuro. Ele fica atraído pela Sammi "Sweetheart" , outra moradora da casa, mas a relação entre eles nunca desenrola, pois ela acaba se envolvendo com Ronnie, outro morador. He also worked as an exotic dancer in 2004. |
| Nicole "Snooki" Polizzi            | 21       | Marlboro Nova Iorque       | Nicole "Snooki" se auto proclama de uma "guidette" de Marlboro, e é aspirante á faculdade de medicina veterinária. Ela descreve seu homem ideal como sendo um do tipo guido também. No programa ela se torna centro das atenções apos levar um soco de um cara em um bar. Ela sofria de anorexia quando estava no ensino medio. Seus amigos começaram a chama-la de "Snooki" no colegial devido ao personagem "Snooki the cootchie crook" do filme Save the Last Dance.                                                                     |
| Paul "DJ Pauly D" DelVecchio       | 28       | Johnston, Rhode Island     | Paul "DJ Pauly D" é DJ em Johnston, Rhode Island. Ele gasta cerca de meia hora só mexendo no seu cabelo para deixá-lo espetado. Ele começa um relacionamento com a colega de casa JWoww, mas o namoro não vinga. |
| Ronnie Ortiz-Magro                 | 23       | The Bronx, Nova Iorque     | Ronnie vem do The Bronx na cidade de Nova Iorque. Ele entra com a intenção de não se envolver amorosamente com ninguém em Jersey Shore. Todavia, já pela metade do programa ele começa a se relacionar com a colega Sammi "Sweetheart". |
| Sammi "Sweetheart" Giancola        | 22       | Hazlet, New Jersey         | Sammi "Sweetheart" se diz ser a "piranha mais doce que vai conhecer" e é natural do Hazlet em Nova Iorque. Estando ate então namorando, ela decide apenas se divertir na casa. Freqüentou a William Paterson University e era meio campista no time de futebol da universidade. Quando esta em um relacionamento, Sammi é descrita por seus amigos como uma "destruidora de corações" embora ela consiga iniciar um relacionamento com Ronnie no episodio três.                                                                             |
| Vinny Guadagnino                   | 21       | Staten Island, Nova Iorque | Vinny vem de uma tradicional familia de italianos de Staten Island. Ele se chama de "menino da mamãe", e é Jersey Shore foi seu aniversário de 21 anos de idade. Guadagnino é graduando na State University of New York at New Paltz e planeja se tornar advogado caso a carreira de ator não decole. |

↑[a]  Idades na época das filmagens.

## DVD
Em 23 de fevereiro de 2010 a Amazon.com e a  MTV se juntaram para lançar  o DVD da série. Embora o site afirme que o DVD não é censurado, cenas de nudez foram editadas e a letra de "Get Crazy" do LMFAO foi alterada da original, assim como muitas outras musicas da série original.

## Controvérsias
A MTV recebeu uma quantidade significativa de criticas da comunidade Ítalo-americana por causa do programa. A polêmica foi em grande parte devido à maneira pela qual a MTV comercializou o show, pois usou a  palavra Guido para  descrever os membros do elenco. A palavra Guido é geralmente considerada como uma ofensa étnica ao se referir aos italianos e ítalo-americanos. Uma chamada do programa afirmava que o show continha os "oito guidos mais gostosos, bronzeados e pirados,”  sendo que outra propaganda avisava, "[o show] apresenta uma das raças mais incompreendidas...os GUIDOs. Sim, eles realmente existem,! Nossos  Guidos e Guidettes irão para a ultima casa de praia  disponível e vão aprontar de tudo que o Seaside Heights, de  New Jersey pode oferecer."
Antes da estréia da serie, a UNICO National (que é a maior organização ítalo-americana ) formalmente solicitou à MTV o cancelamento do reality show. Em carta à emissora, a UNICO chamou o show de  "...um ataque direto, deliberado e infeliz aos italianos dos Estados Unidos..." O presidente da ÚNICO, Andre DiMino afirmou que a "MTV enfeitou uma casa que parece um  'puteiro' com bandeiras italianas, e mapas vermelhos, branco e verdes de New Jersey, assim como inúmeras outras associações degradantes com ítalo-americanos..." Nesse período, outros grupos italianos se juntaram na briga, como a NIAF, Order Sons of Italy in America e grupos de protesto na internet.
A MTV respondeu à controvérsia mediante a emissão de um comunicado de imprensa  que afirmou, em parte, que  "o elenco ítalo-americano tem o orgulho de sua etnia. Entendemos que este programa não é destinado para todos os  públicos e retrata apenas um aspecto da cultura dos jovens." durante as chamadas de renovação da serie, alguns anunciante pediram que seus produtos não fossem exibidos ao mesmo tempo, como a Dell,  e Domino's and American Family Insurance. Apesar da perda de alguns anunciantes, a MTV não cancelou a programa.

## Versões internacionais
| País           | Título          | Local                         | Canal                              | Estréia                |
| -------------- | --------------- | ----------------------------- | ---------------------------------- | ---------------------- |
| Alemanha       | Germany Shore   | Alemanha                      | OnePlus & 3+ & Joyn & MTV Alemanha | 17 de novembro de 2021 |
| Austrália      | Aussie Shore    | Austrália                     | Paramount+                         | 2024                   |
| Brasil         | Rio Shore       | Rio de Janeiro, Brasil        | Paramount+ & MTV Brasil            | 30 de setembro de 2021 |
| Espanha        | Gandía Shore    | Gandia, Comunidade Valenciana | MTV Espanha                        | 14 de outubro de 2012  |
| Espanha        | Super Shore     | Vários locais no Mediterrâneo | MTV Espanha/MTV Latinoamérica      | 2 de fevereiro de 2016 |
| Estados Unidos | Floribama Shore | Panama City Beach, Flórida    | MTV                                | 27 de novembro de 2017 |
| Estados Unidos | Buckhead Shore  | Buckhead, Atlanta             | MTV                                | 23 de junho de 2022    |
| Estados Unidos | All Star Shore  | Ilhas Canárias, Espanha       | Paramount+                         | 29 de junho de 2022    |
| França         | Frenchie Shore  | Hérault, França               | Paramount+ & MTV                   | 11 de novembro de 2023 |
| Itália         | Italia Shore    | Lácio                         | Paramount+ & MTV Itália            | 2024                   |
| México         | Acapulco Shore  | Acapulco, México              | MTV Latinoamérica                  | 27 de setembro de 2014 |
| México         | Mazatlán Shore  | Mazatlán, México              | Paramount+ & MTV Latinoamérica     | 2024                   |
| Polónia        | Warsaw Shore    | Varsóvia, Polônia             | MTV Polônia                        | 10 de novembro de 2013 |
| Reino Unido    | Geordie Shore   | Newcastle, Inglaterra         | MTV UK                             | 24 de maio de 2011     |
| Reino Unido    | The Valleys     | Cardiff, Gales                | MTV UK                             | 25 de setembro de 2012 |